# Ян Фондалински
Ян Фондалѝнски (на полски: Jan Fondaliński) е полски римокатолически духовник, титулярен доберски епископ, викарен епископ на Лодзката епархия от 1957 до 1961 година.

## Биография
Роден е на 14 юли 1900 година в мазовското градче Вишмежице, Полското царство на Руската империя. Завършва Лодзката семинария и на 30 ноември 1924 година е ръкоположен за свещеник. За кратко служи като свещеник и след това продължава обучението си Льовен и Лвов. След завръщането си е духовен отец на семинарията. В 1941 година германските окупационни власти го затварят в концентрационния лагер Дахау. След края на войната служи за кратко като свещеник на полската диаспора във Франция. Връща се в Лодз отново като духовен отец на семинарията и същевременно преподавател.
На 3 юли 1957 година е назначен за титулярен доберски епископ и викарен епископ на Лодзката епископия. Ръкоположен е за епископ на 8 септември 1957 година от лодзкия епископ Михал Клепач в съслужение с титулярния сикски епископ Кажимеж Томчак и титулярния ориски епископ Франчишек Коршински. Служи като декан на катедралата „Свети Станислав Костка“, генерален викарий на епархията и пастор на катедралната енория на Лодз. През 1962 – 1965 участва в Втория Ватикански събор.
Епископ Ян Фондалински умира в Лодз на 5 август 1971 година. Погребан е в гробището на улица „Огродо̀ва“.